# Werner Krolikowski

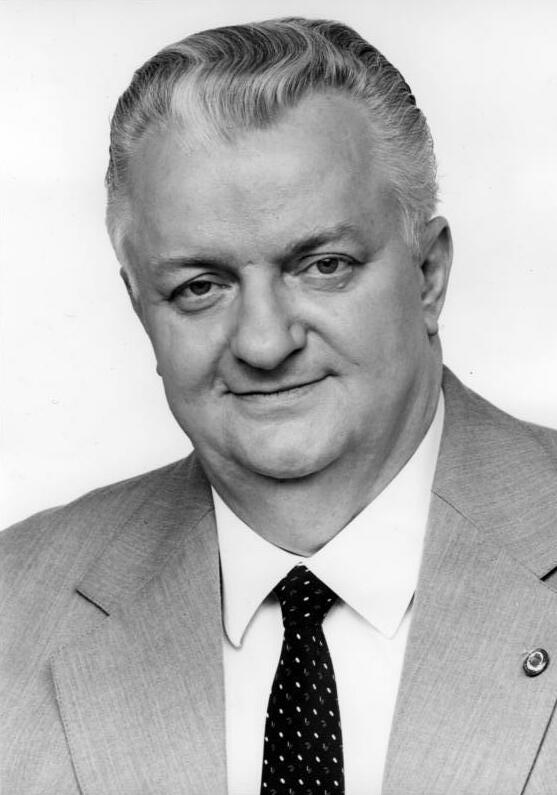
Werner Krolikowski (1985)

Werner Krolikowski (* 12. März 1928 in Oels/Schlesien; † 27. November 2016) war ein deutscher Politiker (SED). Er war Mitglied des Politbüros des Zentralkomitees der SED, des Nationalen Verteidigungsrats der DDR, einer der beiden ersten Stellvertreter des Vorsitzenden des Ministerrates der DDR von 1976 bis 1988 und anschließend bis zur friedlichen Revolution in der DDR ZK-Sekretär für Landwirtschaft.

## Leben

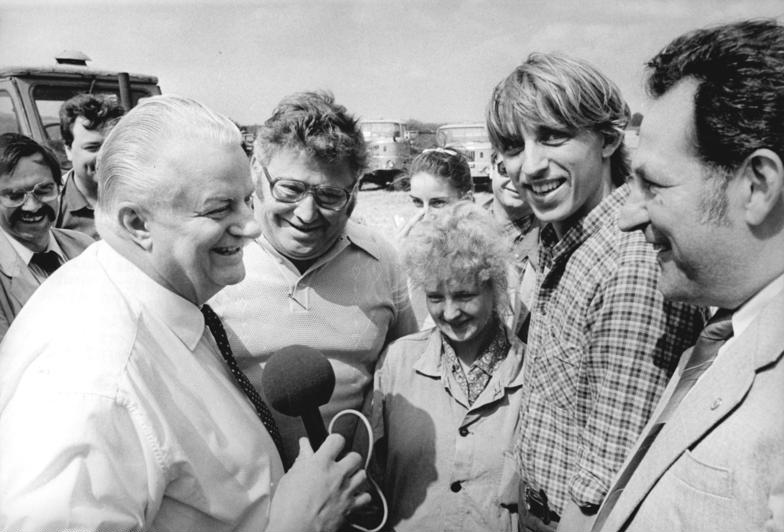
Krolikowski (links) bei einem Besuch der LPG Niederkaina (14. Juni 1989)

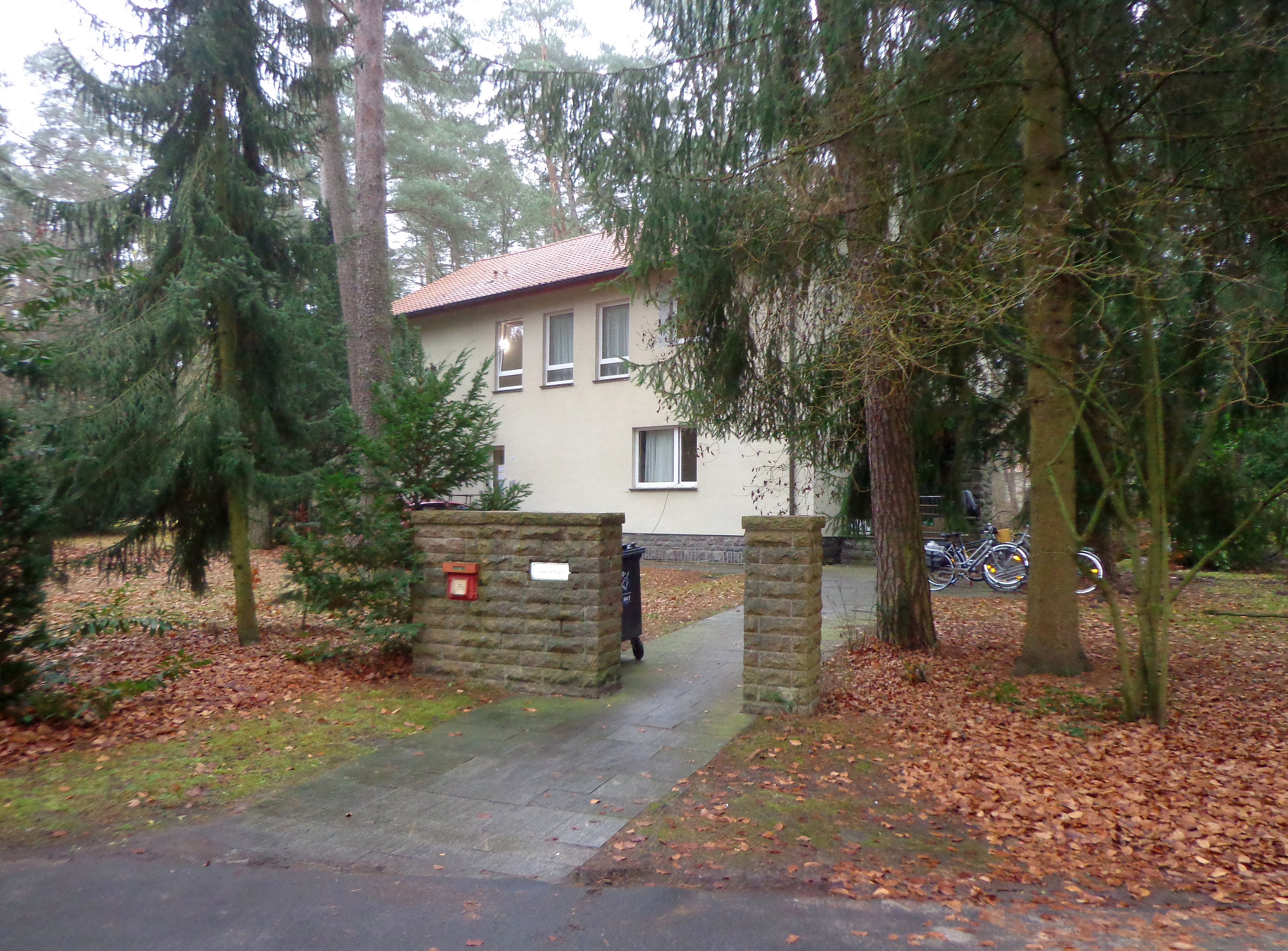
Waldsiedlung Wandlitz, das einst von Krolikowski bewohnte „Haus 8“

Der Sohn eines Arbeiters und jüngere Bruder von Herbert Krolikowski absolvierte nach der Volksschule von 1942 bis 1944 eine Lehre zum Verwaltungsfachangestellten in der Kreisverwaltung Oels. Von Oktober 1944 bis Mai 1945 diente er als Luftwaffenhelfer in der Wehrmacht.
Von Mai bis Oktober 1945 war er Arbeiter in Oels. Im Oktober 1945 wurde er nach Dargun in Mecklenburg vertrieben. Er war wieder als Arbeiter tätig und wirkte im antifaschistischen Jugendausschuss mit. 1946 gehörte er zu den Mitbegründern der FDJ in Dargun. Im Oktober 1946 trat Krolikowski der SED bei. Von 1946 bis 1950 arbeitete er als Verwaltungsangestellter beim Rat des Kreises in Malchin. Nach Besuch der Landesparteischule Mecklenburg war er von 1950 bis Dezember 1951 politischer Mitarbeiter und zeitweise persönlicher Referent des 1. Sekretärs der SED-Landesleitung Mecklenburg Kurt Bürger. Er war von Juli bis Dezember 1952 Erster Sekretär der SED-Kreisleitung Ribnitz-Damgarten. Im Dezember 1952 wurde er „wegen grober Verletzung des Parteistatuts“ von dieser Funktion entbunden und mit einer Rüge belegt. Er hatte „parteidisziplinarische Maßnahmen“ gegen den VP-Chef des Kreises beschlossen, „ohne ihn selbst zu hören“.
Danach war er ab Januar 1953 Sekretär für Agitation und Propaganda, von Oktober bis Dezember 1953 Zweiter Sekretär und von Dezember 1953 bis Juni 1958 Erster Sekretär der SED-Kreisleitung Greifswald. Von Juni 1958 bis März 1960 fungierte er als Sekretär für Agitation und Propaganda und von April bis Mai 1960 als amtierender Zweiter Sekretär der SED-Bezirksleitung Rostock. Gleichzeitig war er Abgeordneter des Bezirkstages Rostock.
Von Mai 1960 bis Oktober 1973 wirkte er als Erster Sekretär der SED-Bezirksleitung Dresden. Ab Januar 1963 (VI. Parteitag) war er Mitglied des Zentralkomitees der SED, ab November 1963 Abgeordneter des Bezirkstages Dresden und Abgeordneter der Volkskammer. Von November 1971 bis 1973 war er Mitglied des Ausschusses für Nationale Verteidigung der Volkskammer, von 1973 bis 1976 Vorsitzender des Ausschusses für Industrie, Bauwesen und Verkehr. Auf dem VIII. Parteitag im Juni 1971 wurde er zum Mitglied des Politbüro des ZK der SED gewählt. Von Oktober 1973 bis Oktober 1976 war er Sekretär des ZK der SED und von 1976 bis 1989 Mitglied der Wirtschaftskommission und der Arbeitsgruppe Zahlungsbilanz und Bundesrepublik Deutschland beim Politbüro des ZK der SED. Von November 1976 bis November 1988 war er Erster Stellvertretender Vorsitzender des Ministerrates der DDR. 1988 wurde er nach dem Tod von Werner Felfe noch einmal ZK-Sekretär für Landwirtschaft. Von 1988 bis November 1989 war er auch Mitglied des Staatsrates der DDR.
Im November 1989 trat er von seinen Ämtern zurück und wurde am 3. Dezember aus der SED ausgeschlossen. Vom 7. Dezember 1989 bis zum 12. März 1990 saß er in Untersuchungshaft. Ein für Mai 1990 geplanter Prozess wegen „Veruntreuung von Staatsgeldern“ wurde wegen seines schlechten Gesundheitszustandes nicht durchgeführt.

## Auszeichnungen in der DDR
- 1964, 1970, 1980: Vaterländischer Verdienstorden
- 1970: Kampforden „Für Verdienste um Volk und Vaterland“
- 1978: Karl-Marx-Orden

## Sonstiges
Wjatscheslaw Kotschemassow, von 1983 bis 1990 Botschafter der Sowjetunion in der DDR, äußerte 1992 in einem Interview unter anderem, Krolikowski habe ihm bereits im Jahr 1986 vertraulich mitgeteilt, dass die Situation im Politbüro der SED „unerträglich“ geworden sei; in der Politik herrsche ein totaler Dogmatismus, es gebe keinerlei Diskussion mehr, eine ins Absurde getriebene Zentralisierung und eine absolut unglaubwürdige Informationspolitik. Man müsse etwas dagegen tun: die Führung auswechseln.
Krolikowski verfügte mit dem Staatsjagdgebiet Mahlendorf (Boitzenburger Land) über ein eigenes, 1250 Hektar umfassendes Jagdrevier. Dazu gehörte auch das ehemalige Jagdschlösschen der Familie von Arnim.

## Veröffentlichungen
- Zu einigen Fragen der Führungstätigkeit der Kreisleitungen der SED, Berlin 1972
- Der Kampf um die Verwirklichung der vom VIII. Parteitag beschlossenen Hauptaufgabe und die Bedeutung des wissenschaftlich-technischen Fortschritts, Berlin 1974
- Zu einigen Grundfragen der Wirtschaftspolitik der Sozialistischen Einheitspartei Deutschlands unter dem besonderen Blickpunkt der 13. Tagung des ZK der SED, Berlin 1975
- Für wachsende und wirksamere Solidaritätsleistungen, Berlin 1976
- Der IX. Parteitag der SED über die Fortsetzung des politischen Kurses der Hauptaufgabe. Die Einheit von Wirtschafts- und Sozialpolitik, Berlin 1976
- Die Intensivierung der gesellschaftlichen Produktion. Hauptweg der wirtschaftlichen Entwicklung der DDR, Leipzig 1977
- Die Verantwortung der sozialistischen Staatsmacht bei der Verwirklichung der Wirtschaftsstrategie des X. Parteitages der SED, Potsdam 1983
- DDR. Bollwerk des Sozialismus und Hort des Friedens, Potsdam 1984
- Je stärker der Sozialismus – desto sicherer der Frieden. Ausgewählte Reden und Aufsätze., Berlin 1988